# Kirkidzhan
Kirkidzhan (azerbajdzjanska: Kərkicahan, armeniska: Javadlar, Ջավադլար, Krkjan, Կրկջան) är en ort i Azerbajdzjan.   Den ligger i distriktet Xocalı Rayonu, i den sydvästra delen av landet, 280 km väster om huvudstaden Baku. Kirkidzhan ligger 997 meter över havet och antalet invånare är 1 764.
Terrängen runt Kirkidzhan är lite bergig. Närmaste större samhälle är Stepanakert, 2,2 km nordost om Kirkidzhan. 
I omgivningarna runt Kirkidzhan växer i huvudsak blandskog. Runt Kirkidzhan är det ganska tätbefolkat, med 54 invånare per kvadratkilometer.